# Parcul Național Gunung Leuser
Parcul național Gunung Leuser are o suprafață de  9.000 km², fiind unul dintre cele mai mari parcuri din Indonezia. Gunung-Leuser se află pe insula Sumatra în provincia Sumatera Utara și Aceh, cu orașul Medan în apropiere. Parcul oferă adăpost și loc de refugiu animalelor sălbatice periclitate de defrișările masive de păduri, extinderea plantajelor, localităților prin creșterea intensivă a numărului populației din Indonezia. Printre animalele periclitate de dispariție care se află în rezervație sunt: elefantul asiatic, maimuțe (macacul, langurul, orangutanul), fazani, tucanul, și crocodilul. Prin cooperare cu grădina zoologică din Frankfurt am Main s-a reușit repopularea regiunii cu orangutani. Turismul este o sursă de venit pentru menținerea parcului.